# 千容子
千容子（日语：／ Sen Masako、1951年10月23日—）日本前皇族。三笠宮崇仁親王與親王妃百合子的次女。婚前為容子内親王。千宗室（茶道裏千家第16代家元）之妻。徽印為楓（かえで）。勲等為勲一等寶冠章。擁有學習院大學法學士學位）。

## 簡歷

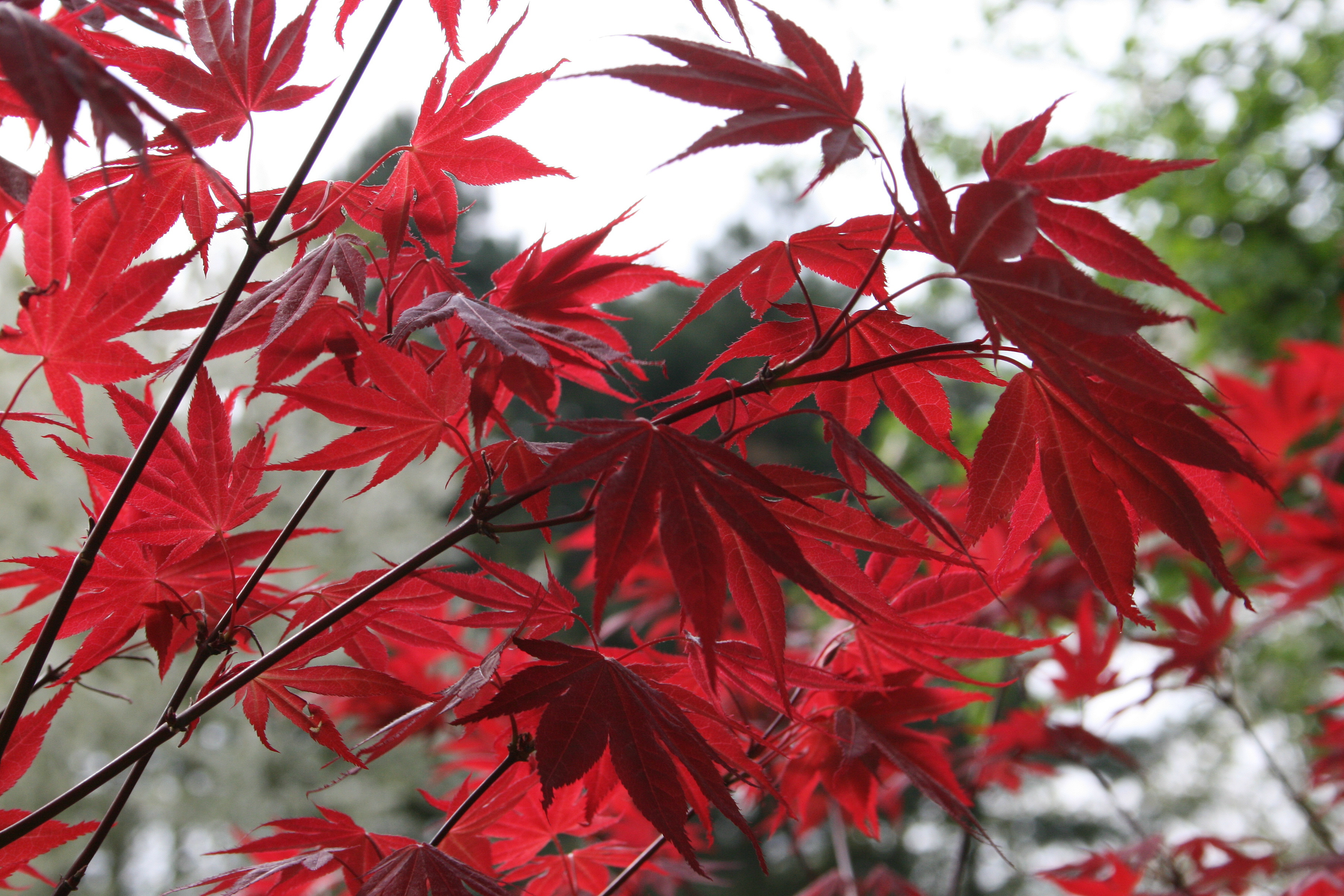
徽印所選用的「楓」

千容子在1951年10月23日生於父親三笠宮位於東京都品川區家中誕生，就讀於松濤幼稚園、學習院初等科、學習院女子中等科及高等科，之後進入學習院大學法學院法律學系。3年修了後，進入瑞士寄宿學校就讀，隨後前往巴黎，進入巴黎大學就讀，之後因母親百合子擔憂其在外的生活而返回日本。
返國後，從學習院大學法學院復學。畢業後，進入長兄寬仁親王主導的「柏朋会」擔任法語的講師，因精通外語而在皇室外交場合中扮演重要角色。
1983年10月14日，與裏千家15代家元鵬雲斎千宗室（今千玄室大宗匠）的長子，坐忘斎千宗之（現為千宗室16代家元）結婚。隔年生下長男明史（詩人，筆名「chori」、2014年分家並改姓菊地，2024年去世），1987年生下長女万紀子，1990年誕下次男敬史（裏千家茶人、繼承人）。
2002年、因丈夫繼承家元之名而成為第16代目家元夫人。為茶道裏千家淡交會副理事長、國際茶道文化協會會長以及擔任與裏千家相關法人重要職務。
2009年，長女万紀子在就讀於立命館大學時，在葵祭中被選為第54代斎王代。2017年萬紀子和阪田宗弘結婚。

## 系譜
| 容子内親王 | 父： 崇仁親王（三笠宮） | 祖父： 大正天皇 |
| 容子内親王 | 父： 崇仁親王（三笠宮） | 祖母： 貞明皇后 |
| 容子内親王 | 母： 百合子             | 祖父： 高木正得 |
| 容子内親王 | 母： 百合子             | 祖母： 高木邦子 |

## 脚注
1. ↑  1951年（昭和26年）10月23日宮内庁告示第11号「内親王御誕生の件」
2. ↑  1951年（昭和26年）10月29日宮内庁告示第12号「崇仁親王殿下の第二女子命名」
3. ↑  1971年（昭和46年）11月2日『官報』第13461号「叙位・叙勲」
4. ↑  『AERA』2008年10月6日号 次を担う「女性皇族」たち
5. ↑  1983年（昭和58年）10月14日宮内庁告示第8号「容子内親王殿下が、結婚のため、皇族の身分を離れられる件」
6. ↑  2006年2月12日 京都新聞「五感のチカラ(12) （页面存档备份，存于）」
7. ↑  . 裏千家ホームページ 茶の湯に出会う、日本に出会う.   [2024-12-02]. （原始内容存档于2024-12-03） （日语）.
8. ↑  役員紹介 （页面存档备份，存于） - 国際茶道文化協会
9. ↑  .   [2018-09-06]. （原始内容存档于2018-09-06）.

## 外部連結
- 京都新聞 2009年4月13日＞葵祭、斎王代に千万紀子さん 裏千家家元の長女（页面存档备份，存于） - 千宗室夫妻との写真あり
- 裏千家ホームページ・千万紀子様、第54代斎王代に（页面存档备份，存于）